# Girolamo Vivaldi
Girolamo Vivaldi (Genova, 1495 – Genova, 1577) fu il 61º doge della Repubblica di Genova.

## Biografia

Stemma nobiliare dei Vivaldi

Scarne le notizie biografiche sulla figura di Girolamo Vivaldi.
Nativo di Genova attorno al 1495, esponente della nobile famiglia genovese dei Vivaldi (si ricordano, alla fine del 1200, gli intrepidi navigatori Ugolino e Vadino e, nel 1300, Francesco benemerito della Repubblica la cui statua è a palazzo San Giorgio), ricoprì per lo Stato genovese diversi incarichi tra i quali procuratore della Repubblica, membro del collegio dei Governatori, podestà del borgo di Sestri Levante e supremo sindacatore.
Fu eletto doge il 4 gennaio 1559: la sedicesima in successione biennale e il sessantunesimo nella storia repubblicana. Nel suo mandato si adoperò nel prendere provvedimenti per l'ordine pubblico, graziò alcuni prigionieri francesi detenuti nel porto di Castiglione della Pescaia e anche la Repubblica di Genova, sotto il suo dogato, si rallegrò per la pace raggiunta tra la Spagna di Filippo II e la Francia di Enrico II che, indirettamente, portò benefici pure allo Stato genovese.
Concluso il mandato di doge il 4 gennaio 1561, Girolamo Vivaldi preferì non partecipare più alla vita pubblica per sopraggiunti ed evidenti problemi di salute. Morì a Genova nel 1577 e trovò sepoltura all'interno del santuario della Madonna del Monte.